# Венделщайн
Венделщайн (на немски: Wendelstein) е връх в Алпите с надморска височина 1836 m. Разположен е в южната част на Германия, в регион Горна Бавария на провинция Бавария. На върха се намира и църквата разположена на най-голяма надморска височина в Германия.